# Batalló de paracaigudistes
Batalló de paracaigudistes (títol original: Parachute Battalion) és una pel·lícula de guerra estatunidenca de 1941 dirigida per Leslie Goodwins i protagonitzada per Robert Preston i Nancy Kelly. El repartiment de suport inclou Edmond O'Brien, Harry Carey i Buddy Ebsen. Està doblada al català.

## Argument
Tres homes s'allisten a l'exèrcit dels Estats Units l'estiu de 1941ː Bill Burke, que dubta del seu propi coratge i s'allista mentre està intoxicat, Don Morse, un jugador de futbol americà de Harvard, s'enrola per evitar estar compromès amb dues dones simultàniament, i Jeff Hollis, un hillbilly que és enganyat a allistar-se per la filla d'una família rival.

## Repartiment
- Robert Preston com Donald Morse
- Nancy Kelly com Kit Richards
- Edmond O'Brien com Bill Burke
- Harry Carey com Bill Richards
- Buddy Ebsen com Jeff Hollis
- Paul Kelly com Tex
- Richard Cromwell com Spence
- Robert Barrat com coronel Burke
- Edward Fielding com cap d'Infanteria
- Erville Alderson com Pa Hollis
- Selmer Jackson com Thomas Morse
- Grant Withers com capità

## Producció
Des de la signatura de la Llei de formació i serveis selectius de 1940 als Estats Units i l'interès estatunidenc per les qüestions militars, Hollywood va oferir una sèrie de pel·lícules el 1941, tant serioses com còmiques, sobre les diferents branques de les Forces Armades dels EUA.
En la seva entrada al gènere, RKO va enviar un equip de filmació a Fort Benning per filmar els recentment formats paracaigudistes del 501a Infanteria de Paracaigudes per a la seva pel·lícula. El fundador de les tropes de paracaigudes americanes, el general William C. Lee, va doblar a Robert Preston en algunes escenes.

## Recepció
El crític Bosley Crowther va escriure a The New York Times que "aquest article de disseny familiar, que va arribar ahir al Rialto, és una enquesta inspiradora i educativa de la manera en què el nostre Exèrcit entrena tropes de paracaigudes, contingut dins d'una trama de ficció purament convenient i artificiosa. " Parachute Battalion va obtenir un benefici de 128.000 dòlars.